# Limnocentropus inthanonensis
Limnocentropus inthanonensis är en nattsländeart som beskrevs av Malicky och Chantaramongkol 1989. Limnocentropus inthanonensis ingår i släktet Limnocentropus och familjen Limnocentropodidae. Inga underarter finns listade i Catalogue of Life.